# Carel Enkelaar
Carl Heinz (Carel) Enkelaar (Bonn, 12 september 1920 – Oldenzaal, 2 juni 1996) was een Nederlands journalist, televisiepionier en omroepbestuurder. 

## Carrière
Enkelaar begon op achttienjarige leeftijd aan een journalistieke loopbaan. Zijn eerste baan was bij Het Centrum, een katholiek dagblad in Twente. Daar begon hij onderaan met het bijhouden van de sportuitslagen en het verslaan van bijeenkomsten van katholieke organisaties.
Tijdens de bezetting 1940-1945 was hij redacteur bij het illegale blad Het Parool in Twente. Daarna was hij bijna tien jaar werkzaam voor de Volkskrant. Op de dag na de watersnood van 1953 was Enkelaar zo voortvarend om, na toestemming van hoofdredacteur Lücker, een Dakota te huren om met piloot Willem van Veenendaal en fotograaf Jan Stevens een rondvlucht te maken boven het Zuid-Hollandse en Zeeuwse rampgebied. Mede dankzij deze vlucht en vooral door de verslaggeving en de gemaakte fotoreportage kwam de binnen- en buitenlandse hulpverlening op gang. Hij schreef voor de Volkskrant ook televisiekritieken.
Van 1955 tot 1963 werd hij de eerste hoofdredacteur van het NTS-Journaal. In die functie wist hij geleidelijk aan de vrijheid te bevechten over alles te mogen berichten, wat de andere omroepen probeerden te verhinderen. Van 1966 tot 1985 was hij hoofd tv-programma's van de NOS. In deze functie overschreed hij meermalen zijn budget. Zo kostte de jeugdserie Floris vier keer zoveel als aanvankelijk was begroot. Ook kreeg hij kritiek op de extravagante kosten die de NOS maakte om het staatsbezoek in 1971 van koningin Juliana en prins Bernhard aan Indonesië te verslaan. 
In 1985 ging hij met pensioen. Bij zijn afscheid werd hij benoemd tot officier in de Orde van Oranje Nassau. Enkelaar was in 1977 al benoemd tot ridder in de Orde van Oranje Nassau. Voor zijn werkzaamheden rond het in beeld brengen van de inhuldiging van koningin Beatrix werd hem bij Koninklijk besluit van 11 december 1981 no. 79 de Inhuldigingsmedaille 1980 toegekend.
Enkelaar had een aantal publicaties op zijn naam: Het geval Croiset over de paragnost Gerard Croiset en twee delen memoires, getiteld Van onze speciale verslaggever en Ooggetuige. 
In juni 1996 overleed hij aan een hartstilstand.